# Tiencin
Tiencin (chiń. 天津; pinyin Tiānjīn; dosł. „niebiański bród”; [tʰjɛn˥ tɕin˥]ⓘ) – jedno z czterech miast wydzielonych Chin, znajdujące się pomiędzy Pekinem a zatoką Pohaj, jeden z największych portów świata i specjalna strefa ekonomiczna ustanowiona po trzęsieniu ziemi z 1976 r.

## Historia
Miasto przez długi czas było tylko małą wioską. Jego rozwój, jako ośrodka handlowego, zaczął się po ukończeniu Wielkiego Kanału, za czasów panowania dynastii Sui. Do 1404 roku miasto nosiło nazwę Zhigu (直沽), co oznacza Otwarty Port. W późniejszym czasie nazwa miasta została przemianowana na Tiencin (Tianjin). Niedługo miasto zostało ufortyfikowane fortem Tianjin Wei (天津卫).
Tiencin stał się osobną prefekturą już w 1725 roku. W 1731 roku jego prawa zostały jeszcze bardziej rozszerzone.
W 1856 roku do portu przybył chiński statek z towarami będącymi własnością floty Hongkongu. Pojmano wtedy 12 mężczyzn i postawiono zarzut piractwa. Wszyscy zostali skazani na karę kilkunastu lat więzienia. W odpowiedzi Wielka Brytania i Francja wysłały flotę w pobliże miasta. W 1858 roku brytyjski admirał Michael Seymour zdobył pobliskie forty Dagu. W czerwcu 1858 roku po przegranej Chin w drugiej wojnie opiumowej w Tiencinie został podpisany traktat, gwarantujący otwarcie tutejszego portu na zagraniczny handel. W 1860 roku traktat ten został ratyfikowany przez chińskiego cesarza.
Pomiędzy 1895 a 1900 rokiem powstały tu fabryki i strefy takich państw jak Wielka Brytania, Japonia, Niemcy, Austro-Węgry, Włochy czy Belgia.
W czerwcu 1900 roku tzw. bokserzy (ruch walczący o wyzwolenie Chin spod wpływu kolonizatorów) panowali nad dużą częścią miasta. 26 czerwca siły europejskich państw zmusiły bokserów do ustępstw. Stan ten trwał przez długi czas. W tym czasie pracował w mieście przyszły prezydent Stanów Zjednoczonych Herbert Hoover.
Tiencin został miastem wydzielonym w 1924 roku.
W okresie 30 lipca 1937 – 15 sierpnia 1945 Tiencin był okupowany przez Japończyków, następnie był administrowany do czerwca 1947 przez USA. 15 stycznia 1949 roku miasto zdobyły siły zbrojne komunistów.
W 1976 roku miasto nawiedziło trzęsienie ziemi. Zginęło 23 938 ludzi, a wiele budynków legło w gruzach.
Tiencin został otwarty na zagranicznych inwestorów dopiero w latach 70. XX wieku. Od tamtego czasu miasto dynamicznie się rozwija.
12 sierpnia 2015 w mieście miała miejsce katastrofa przemysłowa – eksplozja materiałów chemicznych.

## Geografia

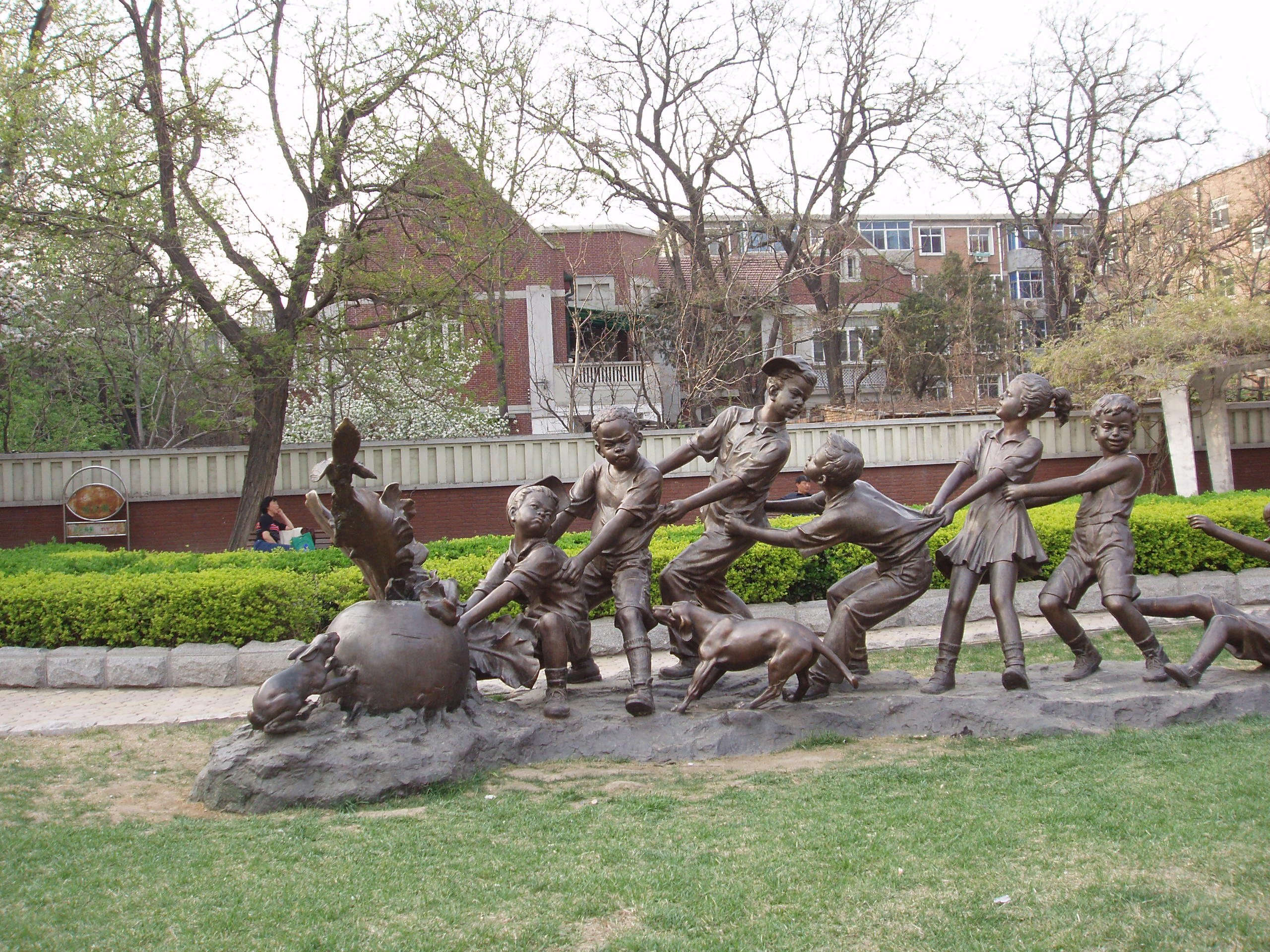
Pomnik na jednej z tiencińskich ulic

Tiencin leży niedaleko końca Wielkiego Kanału, łączącego rzeki Huang He i Jangcy.
Zachodnia część miasta jest z reguły bagnista, natomiast na krańcach północnych ciągnie się południowy koniuszek Gór Yan Shan. Najwyższym szczytem miasta jest Jiushanding, osiągający 1078 m n.p.m.
Miasto leży nad zatoką Pohaj, która jest częścią Morza Żółtego. W Tiencinie do morza uchodzą następujące rzeki: Ziya, Daqing, Yongding oraz Wielki Kanał. Głównymi zbiornikami wody słodkiej dla miasta są dwa jeziora retencyjne: Beidagang i Yuqiao.

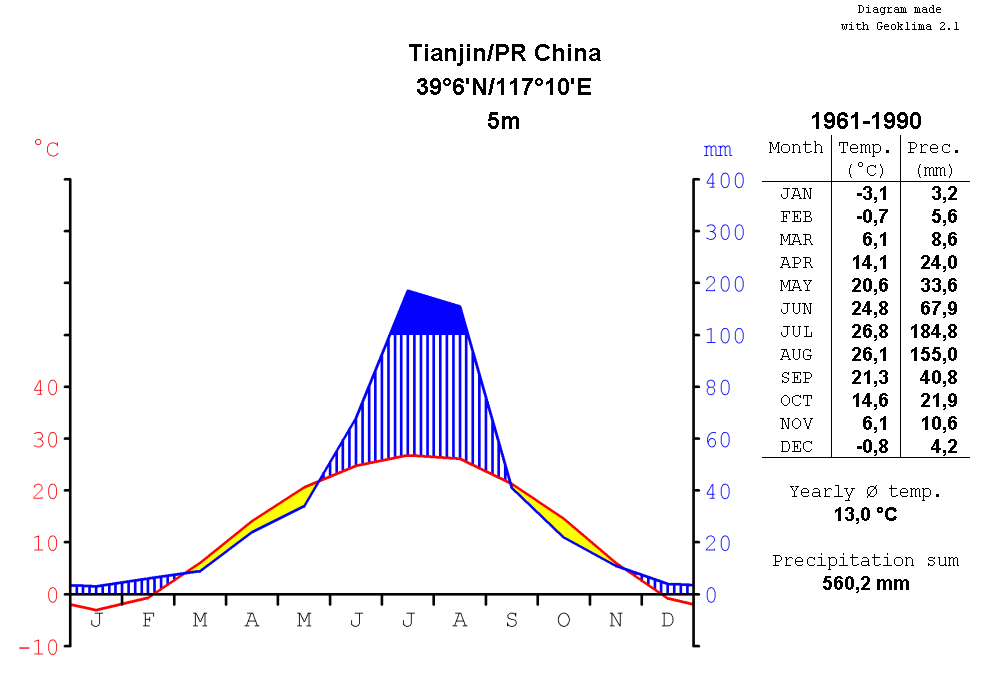
Klimat w Tiencinie

Klimat Tiencinu jest gorący i wilgotny latem (powietrze monsunowe) oraz zimny i suchy zimą (powietrze syberyjskie).

## Podział administracyjny
Tiencin dzieli się na 16 jednostek administracyjnych: 13 dzielnic i 3 powiaty.
7 dzielnic miejskich:
- Hebei (chiński: 河北区; pinyin: Héběi Qū)
- Hedong (河东区 Hédōng Qū)
- Heping (和平区 Hépíng Qū)
- Hexi (河西区 Héxī Qū)
- Hongqiao (红桥区 Hóngqiáo Qū)
- Nankai (南开区 Nánkāi Qū)
- Binhai (滨海新区 Bīnhǎi Xīnqū)

4 dzielnice podmiejskie:
- Jinnan (津南区 Jīnnán Qū)
- Dongli (东丽区 Dōnglì Qū)
- Xiqing (西青区 Xīqīng Qū)
- Beichen (北辰区 Běichén Qū)

2 dzielnice wiejskie:
- Baodi (宝坻区 Bǎodǐ Qū) – do 2001 roku powiat Baodi
- Wuqing (武清区 Wǔqīng Qū) – do 2000 roku powiat Wuqing

Oprócz dzielnic w skład miasta wchodzą 3 powiaty:
- Ji (蓟县 Jì Xiàn)
- Jinghai (静海县 Jìnghǎi Xiàn)
- Ninghe (宁河县 Nínghé Xiàn)

Wszystkie dzielnice i powiaty są podzielone na 240 miejskich jednostek administracyjnych (stan na 31 grudnia 2004 roku). Te z kolei dzielą się na 120 gmin miejskich, 18 gmin, 2 gminy narodowościowe i 100 osiedli.

## Demografia
Pod koniec 2004 roku zaludnienie w mieście osiągnęło 10,24 mln, z czego 9,33 mln miało tak zwane hukou (stałe mieszkania). Spośród mieszkańców hukou 5,56 mln (około 60%) mieszkało w regionach miejskich, a 3,76 mln (około 40%) w regionach wiejskich.
Źródła demograficzne ONZ szacują wielkość aglomeracji Tiencinu na 6,3 mln mieszkańców (2006).
Większość mieszkańców Tiencinu to Chińczycy Han. Ponadto mieszkają tu Hui, Koreańczycy, Mandżurowie i Mongołowie.
| Grupy etniczne w Tiencinie, rok 2000 | Grupy etniczne w Tiencinie, rok 2000 | Grupy etniczne w Tiencinie, rok 2000 |
| Narodowości                          | Populacja                            | Skład procentowy                     |
| ------------------------------------ | ------------------------------------ | ------------------------------------ |
| Han                                  | 9 581 775                            | 97,29%                               |
| Hui                                  | 172 357                              | 1,75%                                |
| Mandżurowie                          | 56 548                               | 0,57%                                |
| Mongołowie                           | 11 331                               | 0,12%                                |
| Koreańczycy                          | 11 041                               | 0,11%                                |
| Zhuang                               | 4055                                 | 0,041%                               |
| Tujia                                | 3677                                 | 0,037%                               |

## Gospodarka

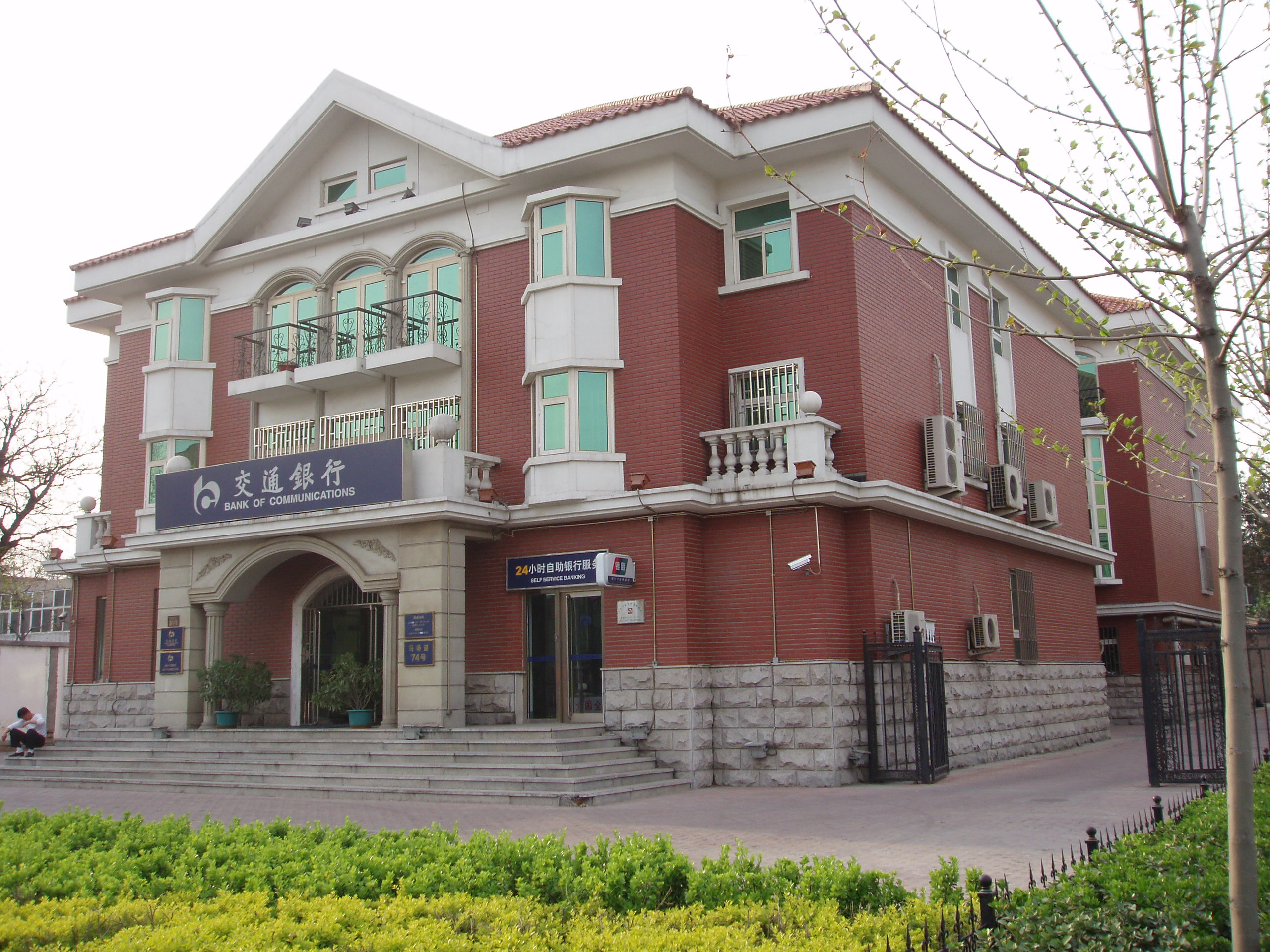
Bank w Tianjin

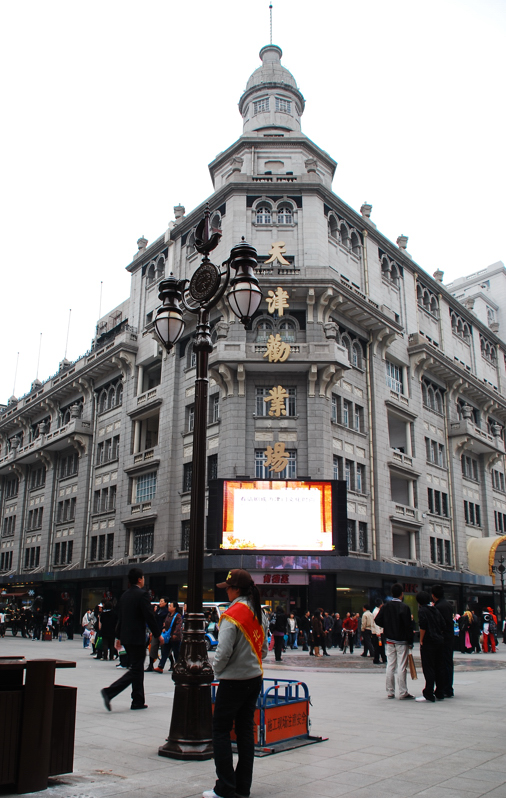
Ulica w centralnej części miasta

W 2004 roku miasto wyprodukowało 293,2 miliarda renminbi (35,4 mld USD) PKB. Na głowę wskaźnik ten wynosił 31 600 renminbi (3816,4 USD). Sektor przemysłowy wyprodukował 53,2% miejskiego PKB. Inwestycje w tej dziedzinie spowodowały wzrost o 19,8% w porównaniu z rokiem poprzednim. Średnia płaca pracownika fabrycznego wynosiła 11 467 renminbi (1384,9 USD) i wzrosła o 11,2% w stosunku do roku poprzedniego. Płaca rolników była natomiast o prawie połowę mniejsza – 6525 renminbi (788 USD). Wzrosła ona w porównaniu z rokiem 2003 o 11,3%.
Gospodarstwa rolne zajmują 40% całej powierzchni miasta wydzielonego. Główne uprawy to pszenica, ryż i kukurydza. Na wybrzeżu rozwinięte jest rybołówstwo. Tiencin jest także ośrodkiem przemysłowym. Główne gałęzie to petrochemiczny, włókienniczy, samochodowy, maszynowy i metalowy. W specjalnej strefie ekonomicznej zakłady mają takie firmy jak koreański Samsung, czy amerykańska Motorola.
Ośrodek wydobycia ropy naftowej z zatoki Bohai. W Tiencinie przechowuje się 1 miliard ton ropy naftowej. W dzielnicy Dagang przerabia się ją na oleje. Miasto jest największym chińskim producentem soli. Dużą część energii elektrycznej tworzą elektrownie geotermiczne. W mieście znajdują się ponadto znaczne zasoby rud manganu i boru. W mieście działa kilka uczelni.

### Stereotypy
Mieszkańcy Tiencinu są postrzegani w innych regionach ChRL jako elokwentni, z poczuciem humoru, otwarci, głośni, gadatliwi i łatwo ulegający prowokacjom do walki. Rodziny tiencińskie zawsze są elokwentne, często z poczuciem humoru (w ChRL takie zachowanie zwane jest wèizuǐzi). Stereotyp ten częściowo został stworzony przez Ma Sanliego.

## Transport

### Transport kolejowy
Pierwsza stacja kolejowa została zbudowana w Tiencinie w 1888 roku. Początkowo znajdowała się przy ulicy Wangdaozhuang. W późniejszym czasie została przeniesiona do Laolongtou, niedaleko ujścia rzeki Hai He. Nazwę stacji również zmieniono na Stacja Kolejowa Laolongtou. Inne ważne stacje to Tiencin Zachodni, Tiencin Północny, Tanggu oraz TEDA, mieszcząca się na terenie Tiencińskiej Specjalnej Strefie Ekonomicznej.
Tiencin jest ważnym węzłem kolejowym. Przez miasto przechodzą następujące linie:
- linia Jinghu (relacji Pekin – Szanghaj)
- linia Jingha (Pekin – Harbin)
- linia Jingqin (Pekin – Qinhuangdao, w prowincji Hebei)
- linia Jinpu (Tiencin – Nankin)
- linia Jinji (z centralnej części Tiencinu do powiatu Ji)
- linia Jinba (Tiencin – Bazhou w prowincji Hebei)

### Transport drogowy
Tiencin ma 3 obwodnice.
- Obwodnica Wewnętrzna Neihuan
- Obwodnica Środkowa Zhonghuan
- Obwodnica Zewnętrzna Waihuan

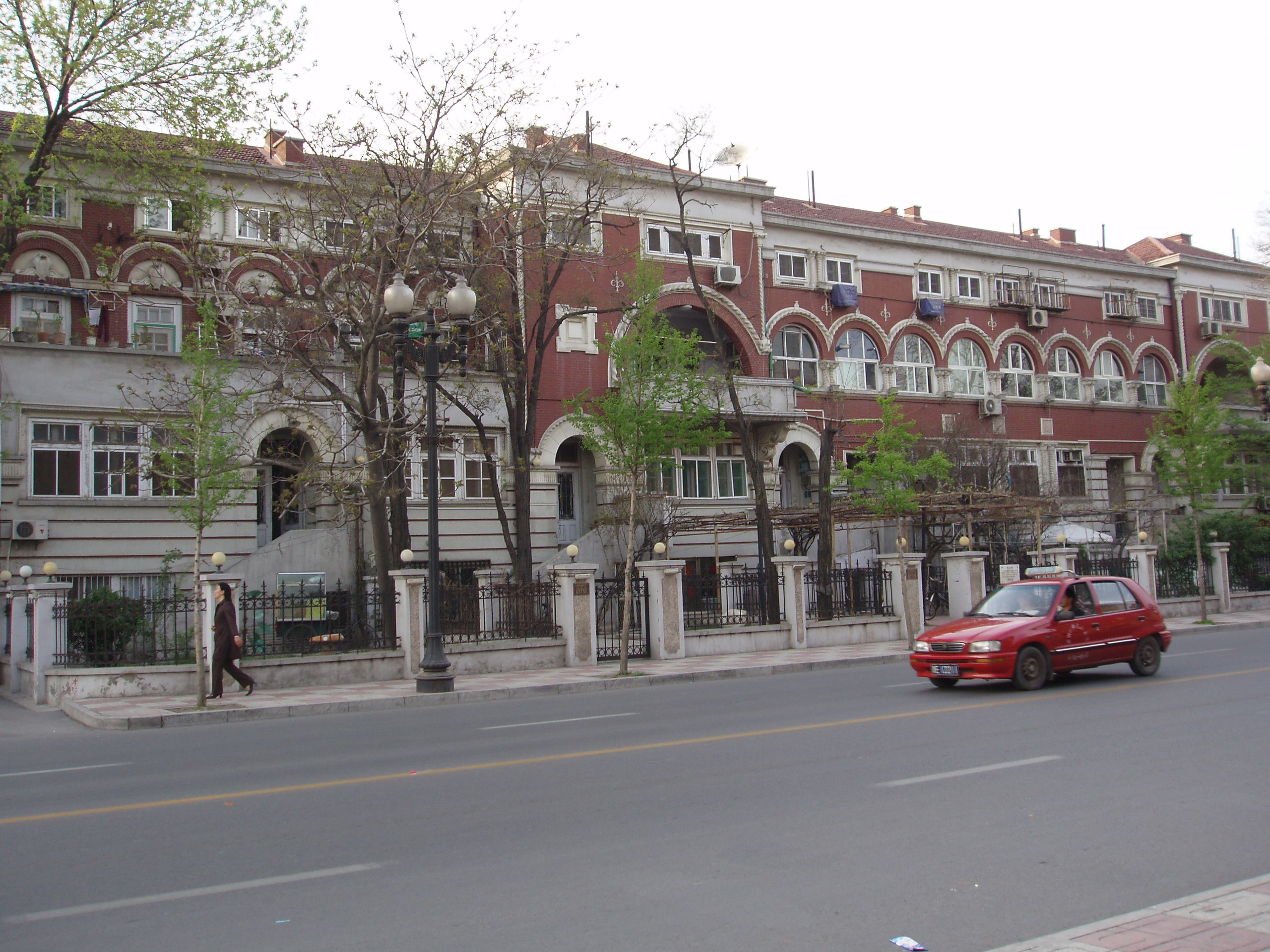
Ulica w Tiencinie

W określaniu tiencińskich ulic używa się następujących określeń: dao (aleja), xian (obwodnica lub trasa), lu (droga miejska, ulica), jie (wąska uliczka, zaułek) oraz jing lub wei.
Przez Tiencin przechodzi 7 dróg szybkiego ruchu:
- Droga Szybkiego Ruchu Jingjintang (prowadzi z Pekinu, przez centralną część Tiencina do Tiencińskiej Specjalnej Strefy Ekonomicznej)
- Droga Szybkiego Ruchu Jinghu (z Pekinu do Szanghaju)
- Droga Szybkiego Ruchu Jingshen (z Pekinu przez dzielnicę Baodi do Shenyangu)
- Droga Szybkiego Ruchu Tangjin (z dzielnicy Tanggu do miasta Tangshan w prowincji Hebei)
- Droga Szybkiego Ruchu Baojin (z dzielnicy Beichen do miasta Baoding w prowincji Hebei)
- Droga Szybkiego Ruchu Jinbin (od mostu Zhangguizhuang do mostu Hujiayuan)
- Droga Szybkiego Ruchu Jinji (z centralnego Tiencinu do powiatu Jixian)

Ponadto przez miasto przechodzi 6 autostrad krajowych:
- Chińska Autostrada Krajowa Nr 102 (prowadzi z Pekinu przez powiat Ji do Harbinu)
- Chińska Autostrada Krajowa Nr 103 (z Pekinu, przez centralny Tiencin do dzielnicy Tanggu)
- Chińska Autostrada Krajowa Nr 104 (z Pekinu, przez Tiencin do miasta Fuzhou)
- Chińska Autostrada Krajowa Nr 105 (z Pekinu, przez Tiencin, do Makau)
- Chińska Autostrada Krajowa Nr 112 (obwodnica Pekinu, zahaczająca o Tiencin)
- Chińska Autostrada Krajowa Nr 205 (z Shanhaiguan w prowincji Hebei, do Kantonu)

### Transport lotniczy
Lotniskiem, obsługującym miasto jest leżący na wschód od centralnej części miasta w dzielnicy Dongli Tienciński Międzynarodowy Port Lotniczy Binhai (ZBTJ).

### Transport publiczny
Pierwsza linia autobusowa w Tiencinie ruszyła już w 1904 roku i była pierwszą linią autobusów miejskich w Chinach. W 2004 roku liczba linii autobusowych wynosiła 402.
Miasto posiada też jeden z najstarszych systemów tramwajowych.
Pracę nad budową tiencińskiego metra ruszyły 4 lipca 1970 roku. Budowa została ukończona w 1984 roku i był to drugi system metra w ChRL. Budowa linii nr 2 i 3 rozpoczęła się w późniejszych miesiącach 2004 roku. Według stanu na koniec 2019 roku, metro miało 233 km linii i 159 stacji. W dniu 6 grudnia 2006 r. uruchomiono linię translohr o długości 8 km, którą zlikwidowano w dniu 1 czerwca 2023 r.
Komunikację w mieście wspomaga także system kolei miejskich, zwanych LRT Binhai. Linie tej kolei biegną z centralnej części miasta, przez Tiencińską Specjalną Strefę Ekonomiczną na wybrzeże. Wschodnie linie zostały oddane do ruchu 28 marca 2004 roku. Według stanu z 2010 r. długość linii wynosiła niecałe 53 km.

## Najwyższe budynki
Obecnie w Tiencinie odnotowuje się 59 tego rodzaju obiektów.
- Tianjin Xinda Plaza, rok oddania do użytku 2004, 51 kondygnacji, 238 m wysokości
- Hotel Renaissance Tianjin, 2002, 48, 203 m
- Budynek Złoty Cesarz, 2000, 47, 188 m
- Budynek Tianjin Evening, 1998, 38, 168 m
- Tianjin Ocean Shipping Mansion, 1997, 40, 156 m
- Changxin Mansion, 1995, 32, 147,8 m
- Kai Xuan Men Mansion, 1994, 31, 145,1 m
- Centrum Pocztowo-Telekomunikacyjne, 1998, 26, 183 m
- Tianxing Hepan Mansion, 1993, 40, 142 m
- Budynek Międzynarodowy, 1991, 38, 135 m

## Kultura
Mieszkańcy Tiencinu mówią miejscowym dialektem języka mandaryńskiego. Mimo iż miasto leży niedaleko stolicy ChRL, Pekinu, dialekt różni się całkowicie od używanego tam języka urzędowego ChRL putonghua.
Z powodu swego położenia tiencińska kuchnia koncentruje się na żywności pochodzącej z morza. Menu w restauracjach często zawierają takie dania jak: Osiem Wielkich Pucharów (jest to wymieszanie różnych stylów kucharskich), Cztery Wielkie Gulasze (to danie jest popularne w barach szybkiej obsługi w mieście; dodaje się do niego sławne baozi), Guifaxiang (dodaje się ciasto mahua) czy Erduoyan (smażony ryż będący nadzieniem ciastek; popularna zakąska w Tiencinie).
Do Tiencinu często przenikały wpływy opery pekińskiej. Mimo tego, miasto ma ciekawą, własną operę.
W Tiencinie żył Ma Sanli (1914–2003), który był słynnym komikiem i aktorem. Należał do ludu Hui, i grał typowym dla nich stylem xiangsheng. Na jego spektakle przychodziło wiele osób. Ma Sanli wystawiał swoje sztuki często mówiąc dialektem tieńcińskim.
Yangliuqing to miasto położone 15 km na zachód od centrum Tiencinu, w dystrykcie Xiqing. Znane jest ono zwłaszcza z barwnie obchodzonego Chińskiego Nowego Roku. Tiencin jest także znanym ośrodkiem produkcji glinianych figurek Zhang. Miasto także jest znane z latawców Wei.

## Szkolnictwo wyższe
Podległe Ministerstwu Edukacji:

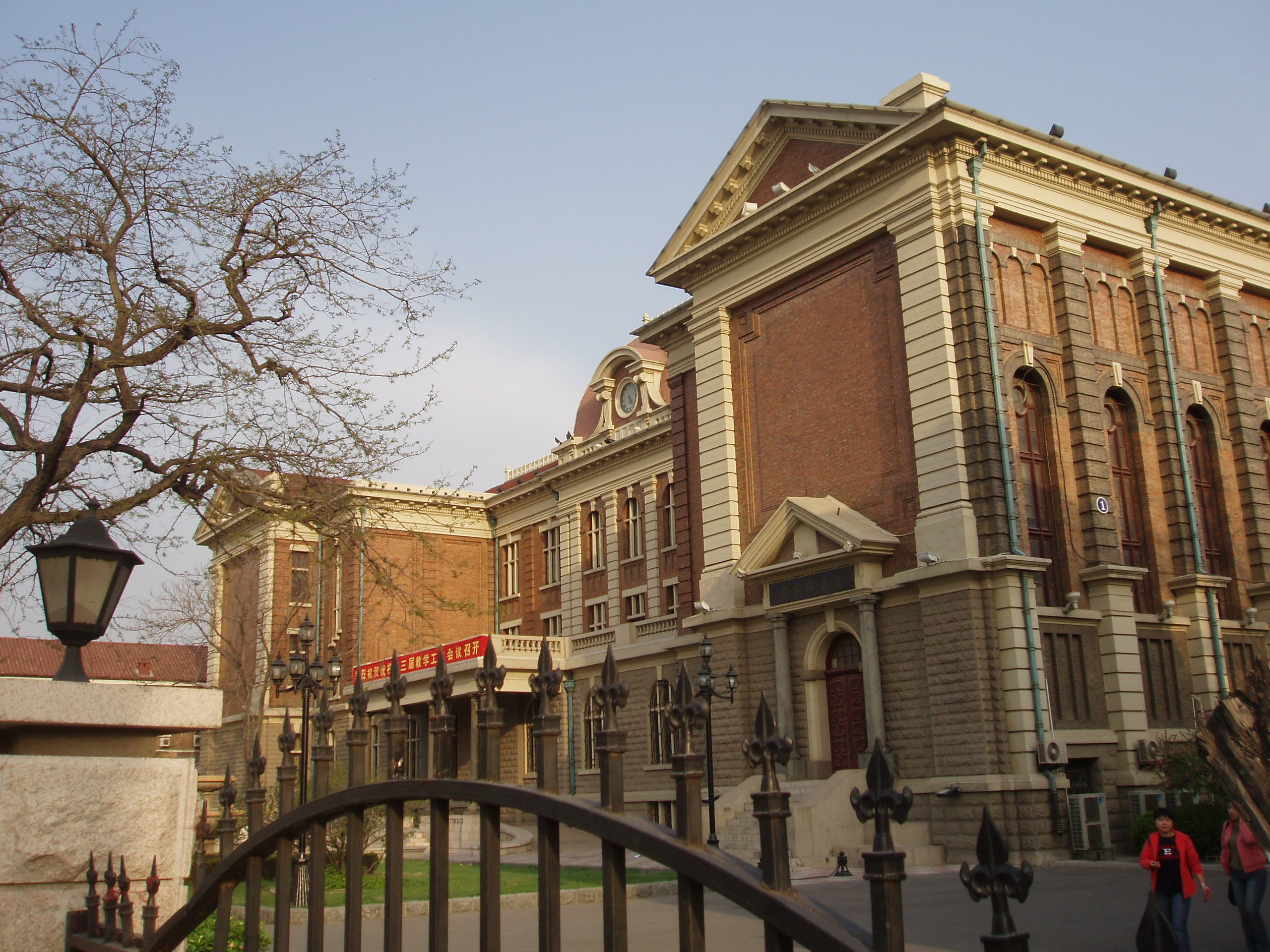
Tienciński Uniwersytet Studiów Zagranicznych

- Uniwersytet Tienciński (天津大学, zał. w 1895 roku)
- Uniwersytet Nankai (南开大学, zał. w 1919 roku)

Podległy Administracji Lotnictwa Cywilnego:
- Chiński Uniwersytet Lotnictwa Cywilnego (中国民用航空学院)

Podległe samorządowi miejskiemu:
- Politechnika Tiencińska (天津工业大学)
- Tienciński Uniwersytet Pedagogiczny (天津师范大学)
- Tienciński Uniwersytet Finansów i Ekonomii (天津财经大学)
- Tienciński Uniwersytet Handlu (天津商学院)
- Tienciński Uniwersytet Języków Obcych (天津外国语学院)
- Tienciński Uniwersytet Medyczny (天津医科大学)
- Tienciński Uniwersytet Nauki i Technologii (天津科技大学)
- Tienciński Uniwersytet Technologiczny (天津理工大学)
- Tienciński Uniwersytet Technologii i Edukacji (天津职业技术师范学院)
- Tienciński Uniwersytet Tradycyjnej Medycyny Chińskiej (天津中医学院)
- Tienciński Instytut Budownictwa Miejskiego (天津城市建设学院)
- Tienciński Instytut Rolniczy (天津农学院)
- Tiencińska Akademia Sztuk Pięknych (天津美术学院)
- Tienciński Instytut Wychowania Fizycznego (天津体育学院)
- Tiencińskie Konserwatorium Muzyczne (天津音乐学院)

## Turystyka
Miejsca warte zwiedzenia w mieście:

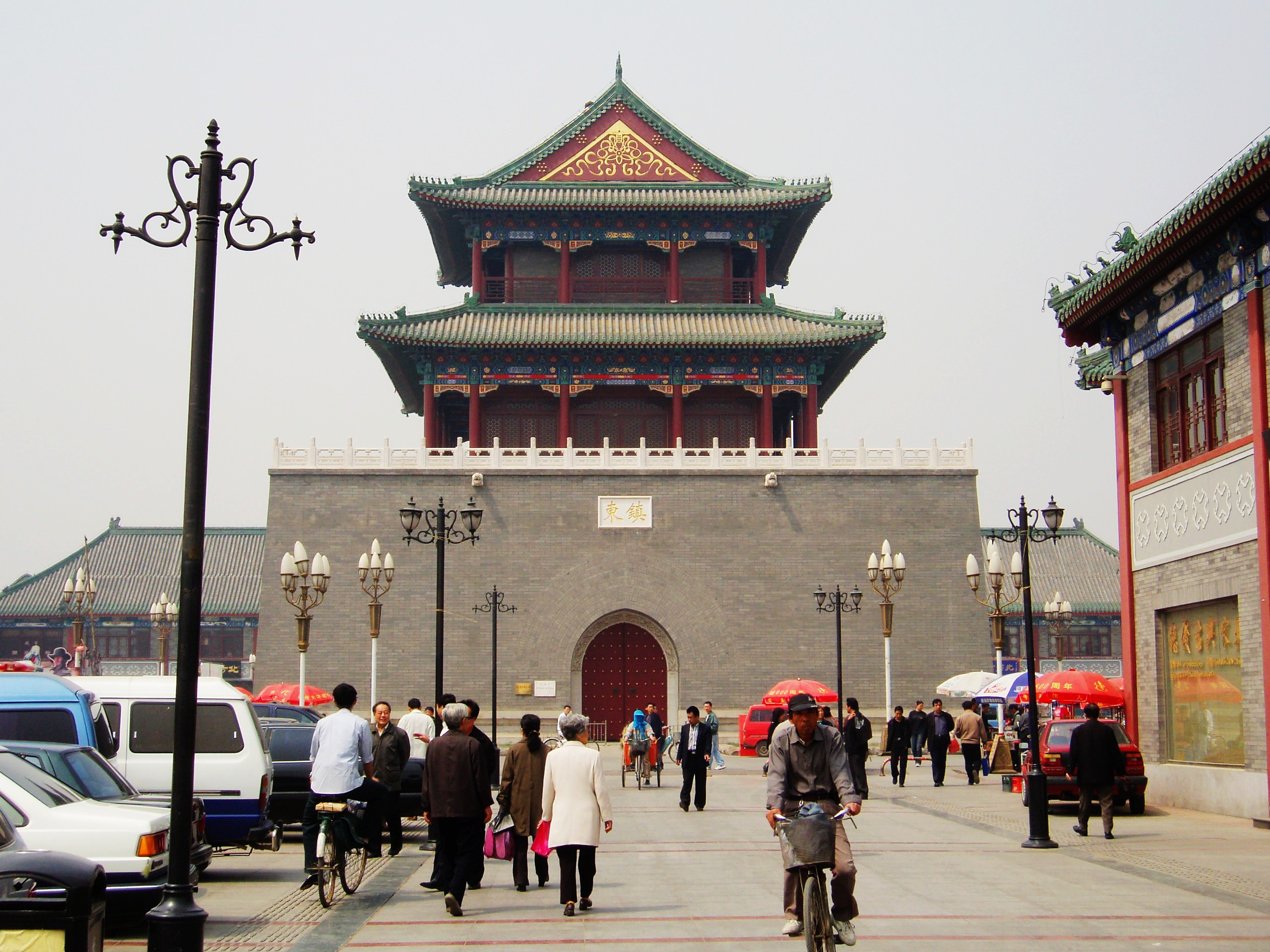
Stara architektura Tiencinu

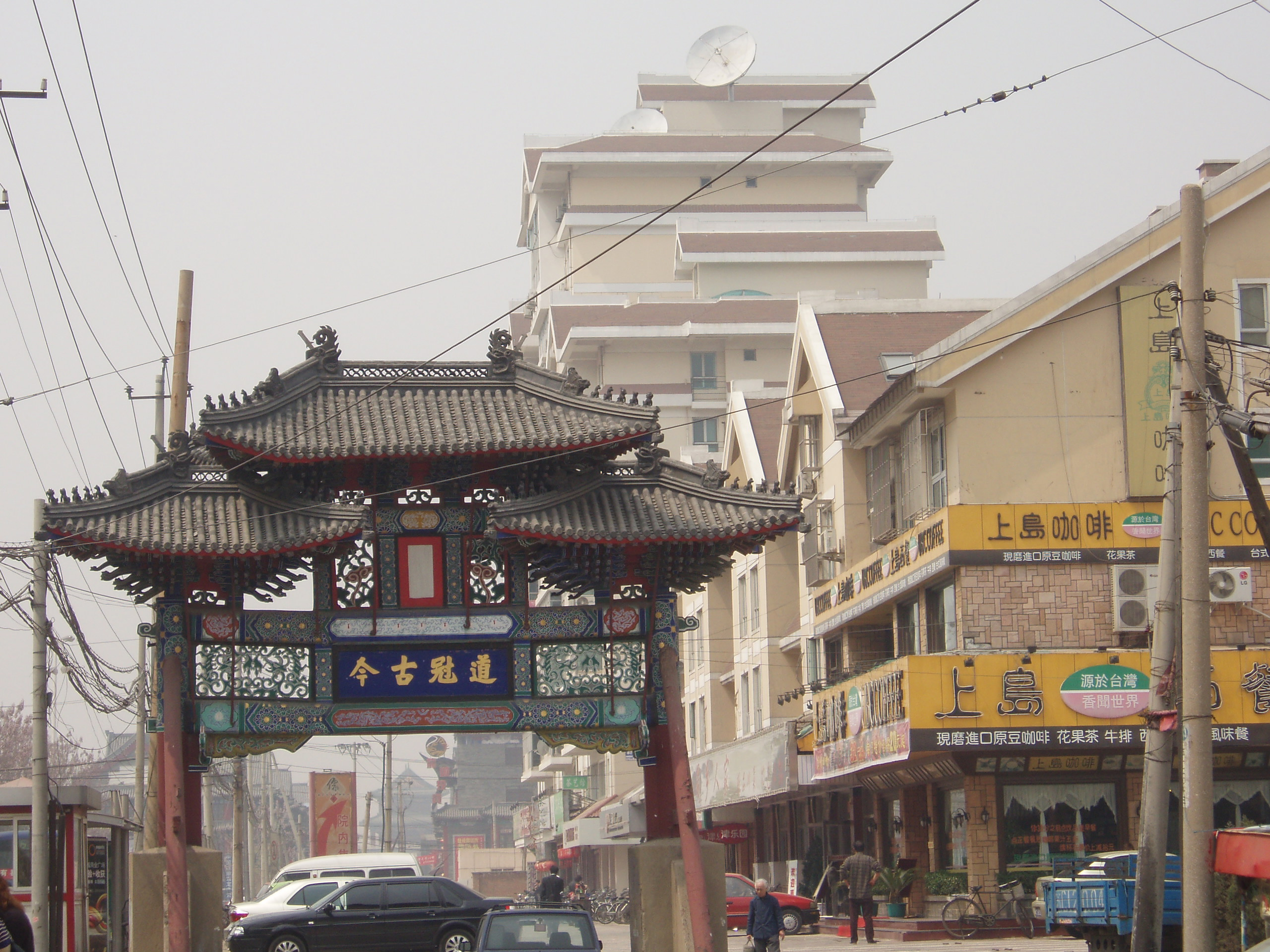
Brama paifang

- Pięć Wielkich Alei, interesujący architektonicznie obszar obiektów budowanych w latach 1920–1930
- Tianhougong
- Luzutang (muzeum powstania bokserów)
- Świątynia Wielkiego Współczucia (Dabeiyuan)
- Shijia Dayuan (mieszkanie rodziny Shi)
- katedra św. Józefa
- kościół Wanghailou
- dawny radziecki lotniskowiec „Kijew” (Киев) – muzeum i park rozrywki

Miejsca warte zwiedzenia w aglomeracji:
- Góra Panshan
- Wielka Ściana Huangyaguan
- Fort Dagukou, z dynastii Qing

## Sport
Reprezentantka Polski w tenisie stołowym Xu Jie pochodzi z Tiencinu.
Drużyny sportowe z Tiencinu:
- Chińskie Stowarzyszenie Super Ligi Piłki Nożnej
  - Tianjin Teda

## Miasta partnerskie
| Miasto:               | Kraj:                    | Od:                  |
| --------------------- | ------------------------ | -------------------- |
| Kobe                  | Japonia                  | 24 czerwca 1973      |
| Filadelfia            | Stany Zjednoczone        | 10 lutego 1980       |
| Melbourne             | Australia                | 5 maja 1980          |
| Yokkaichi             | Japonia                  | 28 października 1980 |
| Sarajewo              | Bośnia i Hercegowina     | 28 maja 1981         |
| Nord-Pas-de-Calais    | Francja                  | 10 października 1984 |
| Lombardia             | Włochy                   | 9 maja 1985          |
| Groningen             | Holandia                 | 12 września 1985     |
| Chiba                 | Japonia                  | 7 maja 1986          |
| Płowdiw               | Bułgaria                 | 15 października 1989 |
| Izmir                 | Turcja                   | 23 września 1991     |
| Abidżan               | Wybrzeże Kości Słoniowej | 26 września 1992     |
| Ułan Bator            | Mongolia                 | 27 września 1992     |
| Charków               | Ukraina                  | 14 czerwca 1993      |
| Jönköping             | Szwecja                  | 23 września 1993     |
| Inczon                | Korea Południowa         | 7 grudnia 1993       |
| Łódź                  | Polska                   | 1 października 1994  |
| Rio de Janeiro (stan) | Brazylia                 | 18 kwietnia 1995     |
| Amazonas              | Brazylia                 | 20 października 1997 |
| Hajfong               | Wietnam                  | 8 stycznia 1999      |
| Nampo                 | Korea Północna           | 11 sierpnia 2002     |
| Bangkok               | Tajlandia                |                      |
| Phnom Penh            | Kambodża                 |                      |
| Singapur              | Singapur                 |                      |
| Mar del Plata         | Argentyna                |                      |